# Людовик де Бурбон-Суассон
Людовик де Бурбон, граф де Суассон (фр. Louis de Bourbon, comte de Soissons; 1 мая 1604, Париж — 6 июля 1641, Битва при Ла-Марфле) — французский принц крови, единственный сын 1-го графа Суассонского, троюродный брат Людовика XIII.

## Биография
Уже в детстве Людовик получил звание главного распорядителя королевского двора и губернатора Дофине. Он рассчитывал взять в жёны одну из дочерей короля Генриха IV либо дочь и наследницу герцога Монпансье, однако кардинал Ришельё подобрал для обеих более выгодные, по его мнению, партии. Граф де Суассон затаил на него обиду и, соединив силы с герцогиней Шеврёз и её любовником Шале, попытался предотвратить брак герцогини де Монпансье с Гастоном Орлеанским.
Впоследствии граф де Суассон не только примирился с этим браком, но и близко сошёлся с Гастоном Орлеанским, хотя сам хранил обет безбрачия. В «день одураченных» он проявил лояльность к Ришельё, за что получил в управление Шампань. Вместе с Гастоном и графом Монтрезором он продолжал интриговать против Ришельё, надеясь, видимо, посадить своего друга на французский престол. Раздосадованный кардинал приказал приставить к нему охрану.
В 1641 году граф де Суассон при поддержке испанцев бежал из Парижа в Седанское княжество и собрал на испанские и австрийские деньги армию из оппозиционно настроенных дворян, где к ним присоединился семитысячный испанский контингент под командованием Гийома де Ламбуа, предоставленный кардинал-инфантом Фердинандом Австрийским, губернатором Испанских Нидерландов. Высланная против них армия маршала де Колиньи была разгромлена в сражении при Ла-Марфе. Опьяненный победой Суассон гарцевал на коне с пистолетом в руке на поле выигранной битвы. Остановившись, он попросил воды и, чтобы поднести кувшин ко рту, стал поднимать забрало дулом пистолета, который выстрелил — и граф полетел на землю с простреленной головой. Несмотря на то, что несчастный случай был очевиден, стали распространяться слухи о стрелке, посланном Ришельё. Точные обстоятельства его смерти по-прежнему вызывают споры.

## Потомки
Хотя у Людовика был незаконнорожденный сын Луи-Анри де Бурбон-Суассон, его обширные владения (графства Суассон, Клермон, Дрё) унаследовали дети его сестры — принцессы Кариньянской. Несмотря на сомнения относительно отцовства, сын Людовика был позднее приближен его племянницей, Марией Немурской, которая сделала его наследником своих владений в Швейцарии. Уже немолодой бастард женился на дочери маршала Люксембурга и оставил потомство.